# Папакостас, Иоаннис
Иоаннис Папакостас, известный в Южной Африке как Джон Костас (греч. Ιωάννης Παπακώστας, англ. John Costas, 1868 год, село Лиас — 1932 год, Стелленбос) — греческий революционер, участник второй англо-бурской войны, Первой Балканской войны и борьбы за автономию Северного Эпира.

## Молодость
Иоаннис Папакостас родился в 1868 году в селе Лиас эпирского нома Теспротия, который тогда находился под Османским контролем. Отец и дед были священниками сельской церкви Святой Троицы, в силу чего в фамилии присутствует префикс «папа» (папас — священник). Дед был убит турко-албанцами, что стало как источником ненависти молодого Иоанниса к местным мусульманским беям, так и причиной его решения эмигрировать:153. Первоначально Иоаннис эмигрировал в контролируемую Британской империей Австралию, куда он отправился в августе 1894 года. Однако в Австралии он не задержался.
В 1895-96 годах он отправился в Дар-эс-Салам. (Часть биографов, при этом считает, что речь идёт о контролируемом Британской империй египетском Дар-эс-Салам). Долгое время работал супервайзером на строительстве железной дороги Дар-эс-Салам — Найроби:154. В 1898 году прибыл в Южную Африку и обосновался в Йоханнесбурге
.

## Военная деятельность на стороне буров
Иоаннис не был первым греком в Южной Африке, где на золотых приисках уже работали греки. Но он стал первым выходцем из Эпира, прибывшем в Южную Африку:157.
Во время своего пребывания в Южной Африке он добровольцем принял участие во второй англо-бурской войне (1899—1902) на стороне повстанцев буров, в которой отличился под именем Джон Костас. Джон Костас был не единственным греком воевавшим в этой войне на стороне буров. Музей англо-бурской войны упоминает имена как минимум 14 греческих добровольцев и в их числе имя Костас (Папакостас), Джон. Среди прочих, Джон Костас принял участие в битве за Спион. Биографы отмечают, что Джон Костас был среди буров, взявших в плен 15 ноября 1899 года бывшего тогда журналистом лондонской «Morning Post» молодого Уинстона Черчилля, который был удивлён присутствием грека среди повстанцев-буров. На вопрос Черчилля почему он воюет на стороне буров Джон Костас ответил, что «эллин воюет за свободу и справедливость, где бы он не находился»:160.
В ходе битвы при Пардеберге в феврале 1900 года Джон Костас получил имя «героя реки Моддер». Сражение закончилось поражением буров и Джон Костас вместе с 4 тысячами буров был взят в плен и отправлен в Лагерь для военнопленных в Британский Цейлон.

## Возвращение в Южную Африку
В плену Джон Костас научился играть на скрипке, передав позже свои музыкальные навыки своему племяннику, что стало для последнего важным моментом в его жизни. В 1903 году он был освобождён и вернулся в Южную Африку. Поселился в университетском городе Стелленбос, центре африканерской культуры. Он открыл кофейню под именем «Кофейня доброй надежды». Слава греческого ветерана бурской войны сопровождала его. Буры окружили его любовью и почитанием, немногочисленные англичане проявляли к нему свою неприязнь, но его кофейня стала излюбленным местом студенческой молодёжи буров.
В 1906 году он вызвал из Эпира в Южную Африку своего племянника Христоса и взял на себя его попечительство":163. При этом Иоаннис Папакостас не забывал о своём далёком Отечестве, и наблюдал над назревающими там событиями:161.

## «Эпирское общество»
В марте 1906 года в Афинах выходцами из османского Эпира было создано «Эпирское Общество». Инициатором создания был офицер жандармерии Спирос Спиромилиос, родом из Химары. После избрания первого совета, руководство обществом было передано подполковнику греческой армии Панайотису Данглису. Целью организации было организовать подпольные ячейки по всему Эпиру, создание партизанских отрядов, которые смогли бы изгнать османских оккупантов и воссоединить Эпир с Грецией. Организационным прототипом Общества была Филики Этерия, подготовившая Греческую революцию 1821 года. К 1908 году число членов Общества достигло на территории Эпира 1800 человек.

## Накануне Балканских войн
Не желая находиться вне событий по освобождению своей Родины, Иоаннис Папакостас в августе 1911 года оставил Южную Африку, уехал в Греческое королевство и обосновался в Афинах.
Сразу после своего приезда, он связался с «Эпирским Обществом», с кругами близкими к премьер-министру Элефтерию Венизелосу и, как пишет Х. Лазос, «вероятно с самим Венизелосом»:163. Ему было поручено наладить контакт с многочисленными партизанскими отрядами, которые действовали в Эпире, в особенности в регионе 16 сёл гор Мургана, среди которых был и его родной Лиас:163.
Папакостас прибыл в Янину, после чего в августе 1912 года вместе с Спиросом Мицисом («капитан Кроммидас») создал в горах Мургана партизанский отряд, в котором стал заместителем командира:164. Он вновь стал именоваться Джон Костас.
Первыми акциями Кроммидаса и Джона Костаса стали последовательные убийства местных турко-албанских помещиков Ага-Фезо и Мечо Карока, прославившихся своим угнетением и зверствами по отношению к православному греческому населению:168. Отряд Креммидаса — Джона Костаса разгромил местных чамских албанцев в бою при Пенталониа. Это вынудило турок задействовать против отряда батальон регулярной армии с горной артиллерией. Партизанская тактика Джона Костаса была успешной, он сражался как «разъяренный лев», подбадривая своих бойцов на греческом с английским произношением, а то и просто на английском в эпирском произношении: «Ало бойс, каридж !» (Hello boys, courage). После боя в Скала, в котором принял участие отряд Джона Костаса, турки сожгли ряд греческих сёл. Отряд Джона Костаса был не в состоянии спасти село Керамица, которое по его предложению было оставлено населением, после чего было сожжено турками. Однако после того как Джон Костас, по старой партизанской тактике, создал многочисленными огнями видимость прибытия новых партизанских сил, турки прекратили преследование отряда:167.

## Балканские войны

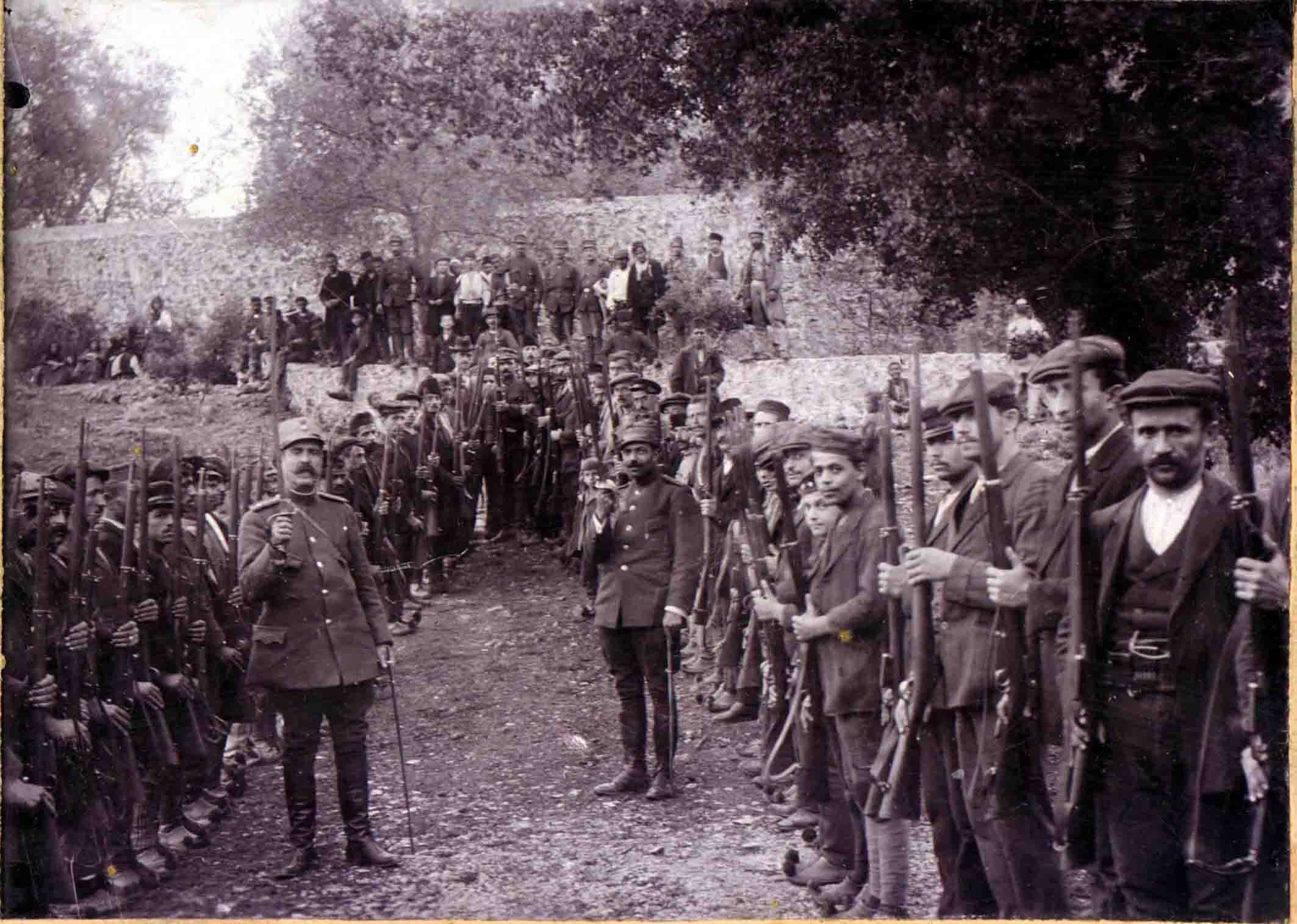
Отряд ополчения греческих жителей города Фильяте, конец 1912 года

6 октября 1912 года Греция вступила в Первую Балканскую войнувойну.
23 февраля 1913 года была освобождена Парамитья, а через 3 дня — Фильяте.
Джон Костас со своим отрядом принял участие в боях вплоть до освобождения столицы Эпира, города Янина в феврале 1913 года. В частности, вместе со своими земляками из Льи, он воевал при Скала (24 декабря 1912) против регулярной османской армии у Хинка Курендес (20 января 1913) вместе с капитаном Кроммидасом в Велтиста и в Сандависта (18-20 февраля 1913).
Согласно Х. Лазосу, в ходе победной для греческого оружия Битвы при Бизани, Джон Костас наряду с эвзонами майора Велиссариу, первым вошёл в столицу Эпира:167. За его вклад в победу в Первой Балканской войне греческое государство присвоило Иоаннису Папакостасу звание капитана и наградило его военным орденом.

## Северный Эпир

Флаг Автономного Северного Эпира

Северный Эпир, наряду с Южным, был освобождён греческой армией в ходе Первой Балканской войны. Однако «Великие державы», в особенности Австро-Венгрия и Италия настаивали на включение этой территории в создаваемое государство Албания и в феврале 1914 года потребовали эвакуацию греческой армии из этого региона. Греческий премьер-министр Элефтериос Венизелос принял это решение в обмен на признание греческого суверенитета над Северо-Восточными островами Эгейского моря.
Греческое население Северного Эпира, отказываясь быть включённым в албанское государство, провозгласило о своей независимости и было полно решимости с оружием в руках не допустить албанские войска на свою территорию.
Хотя его родный Лиас оставался на греческой территории, Джон Костас добровольцем принял участие в боях за защиту Республики Северного Эпира от албанских посягательств. Следствием побед повстанцев стало признание автономии Северного Эпира, которая однако была попрана «Великими державами» в годы Первой мировой войны, и Албанией в послевоенные годы.

## В свободном Эпире
В конце 1914 года Джон Костас поселился в Янине. Его деятельность была разнообразной: он стал предпринимателем, наладил тесные связи с консулами «Великих держав» в городе, инициировал создание большой колонии эпиротов в Южной Африке, посылая к своему племяннику многих детей из бедных семей Эпира. Он создал в Янина роскошную кондитерскую, клуб для офицеров, тетр, кинотеатр, привёз в город первый электрогенератор.
В период Первой мировой войны, в 1917 году, когда итальянские войска блокировали сёла горы Мургана, он обеспечивал своих земляков продовольствием.
Примечателен эпизод происшедший после возвращения греческих властей в регион Мурганы. Губернатор А. Стергиадис (в будущем, в период 1919—1922, губернатор греческой Смирны) всячески поддерживал финансовые претензии бывших турецких и прочих мусульманских помещиков, и принуждал крестьян Мурганы выплачивать им баснословные суммы. Джон Костас разослал своё послание в сёла и убедил крестьян прекратить эти выплаты:168.
Губернатор вызвал Джона Костаса в свой офис. Разговор состоялся на повышенных тонах. Джон Костас был готов избить губернатора, но, увидев портрет Вениелоса над головой Стерииадиса, ограничился фразой «Уважаю того, кто тебя прислал, иначе разбил бы тебе морду». Разъярённый губернатор приказал посадить его в тюрьму, откуда однако он был освобождён через несколько дней после вмешательства английского консула:170.

## Возвращение в Африку и последние годы
Кроме проблем с губернатором, Джон Костас, будучи рьяным сторонником Венизелоса, вызывал неприязнь, если не ненависть, местных монархистов. В 1919 году, по мандату Антанты Греция заняла западное побережье Малой Азии. Севрский мирный договор 1920 года закрепил регион за Грецией с перспективой решения его судьбы через 5 лет на референдуме населения:16.
При этом, Аристид Стергиадис стал губернатором округа Смирны, продолжая и здесь подчёркнуто благосклонную политику в отношении мусульманского населения.
Джордж Хортон, бывший тогда консулом США в Смирне, в своей книге «Бич Азии» выражает своё восхищение губернатором Стергиадисом, который относился с большей строгостью к грекам, нежели к туркам, чем снискал неприязнь, а затем ненависть первых:84.
Завязавшиеся здесь бои с кемалистами приобрели характер войны, которую греческая армия была вынуждена вести уже в одиночку. Геополитическая ситуация изменилась коренным образом и стала роковой для греческого населения Малой Азии после парламентских выборов в Греции, в ноябре 1920 года. Под лозунгом «мы вернём наших парней домой», на выборах победила монархистская «Народная партия».
Джон Костас был мишенью для местных монархистов и, получив предупреждение о своём возможном убийстве и обескураженный политическими переменами в Греции, решил покинуть страну. С помощью английского консула он выбрался в Лондон, а затем в Южную Африку, где прожил всю свою оставшуюся жизнь:170.
Он вернулся к своей кофейне, которая за годы его отсутствия была превращена племянником в солидное заведение.
Всегда помня о своём родном селе, он субсидировал строительство школы в Лиас и выделил большую сумму для строительства больницы в Фильяте:171.
Джон Костас умер в 1932 году. Всё своё имущество он завещал своему родному селу. Полученная в результате продажи имущества сумма в 5 тыс. золотых фунтов была переведена в банк Янины, став ядром благотворительного «Фонда Джона Костаса». Однако через десять лет, во время тройной, германо-итало-болгарской оккупации Греции, все эти деньги были утеряны:170.

## Память
- В 1982 году через 50 лет после его смерти южноафриканское государство воздвигло бюст Джона Костаса на его родине в селе Лиас[1][15][16]. На церемонии открытия памятника, которое состоялось 25 июля 1982 года, посол ЮАР в Греции отметил, что Джон Костас и другие греческие добровольцы положили начало братству по оружию, которое было продолжено южно-африканскими солдатами, воевавшими на территории Греции в годы Второй мировой войны[2]:172.
- Именем Джона Костаса названа улица в районе Plankenbrug южноафриканского Стелленбоса, в котором жил и умер этот греческий и южноафриканский герой[17].